# Bolognini-Madonna
De Bolognini-Madonna is een schilderij van Correggio dat hij omstreeks 1514-19 maakte. Het maakt deel uit van de collectie van de Pinacotheek van het Castello Sforzesco in Milaan.

## Voorstelling
Een kamer met een pilaster versierd met kandelaars in bas-reliëf kijkt uit op een rivierlandschap in de verte. Maria is zittend afgebeeld met Jezus op haar schoot. Haar zoon speelt met het kindje Johannes de Doper, dat hem een kruis aanreikt, symbool van het toekomstige offer van Jezus. Het schilderij is een van de vele variaties op het thema van de ontmoeting tussen de baby's Johannes en Jezus, dat Leonardo da Vinci en zijn Milanese kring zeer dierbaar was. Het werk is een duidelijk voorbeeld van Leonardo's invloed op de jonge Correggio, zowel in de fysieke weergave van de Madonna als in het landschap en het gebruik van sfumato. Deze techniek komt sterk tot uitdrukking in de bijzondere schaduweffecten, bijvoorbeeld bij Maria's sluier die vanaf de zijkant over haar voorhoofd uitsteekt en een melancholische schaduw op haar gezicht werpt.
Hoewel op veel schilderijen met dit onderwerp somberheid de boventoon voert, is dit werk van Correggio in de eerste plaats een vriendelijke en lieve voorstelling waarop twee kinderen elkaar ontmoeten, ondanks enkele onheilspellende voortekenen, zoals het kruis en de dode boomstronk rechts van Maria. De linkerhand van Maria, die lijkt te twijfelen tussen het verlangen om Jezus te beschermen en het berusten in zijn lot, laat toch iets van haar vooruitziende blik zien.
Het heldere licht dat de bas-reliëfs verlicht, contrasteert met het mistige landschap. Correggio heeft de kleuren rood, geel en blauw kundig in evenwicht gebracht. Dit verbindt de figuren en het landschap, maar benadrukt ook de hoofdrolspelers. De belichting van de bladeren van de boom achter Marie zorgt er bijvoorbeeld voor dat haar figuur opvalt en haar gestalte groter wordt waargenomen. Omdat het werk van paneel op doek is overgebracht, waren de kleuren oorspronkelijk waarschijnlijk levendiger. De pilaster zou op de invloed van Mantegna kunnen duiden die in veel werken klassieke motieven verwerkte. Mogelijk was ook het portaal van het Palazzo dei Principi in zijn geboortestad Correggio een voorbeeld voor de schilder.
Het schilderij dat sinds de negentiende eeuw wordt toegeschreven aan Correggio, wordt in het algemeen gepositioneerd tussen  de Madonna met kind en de heilige Franciscus in Dresden en de verloren gegane Madonna van Albinea.

## Herkomst
Pio Innocenzo Attendolo Bolognini kocht het schilderij in 1848, toen het nog werd toegeschreven aan Cesare da Sesto. Zijn broer Gian Giacomo Attendolo Bolognini liet het in 1865 na aan de stad Milaan. Het is nu vernoemd naar de laatste eigenaars.

## Afbeeldingen

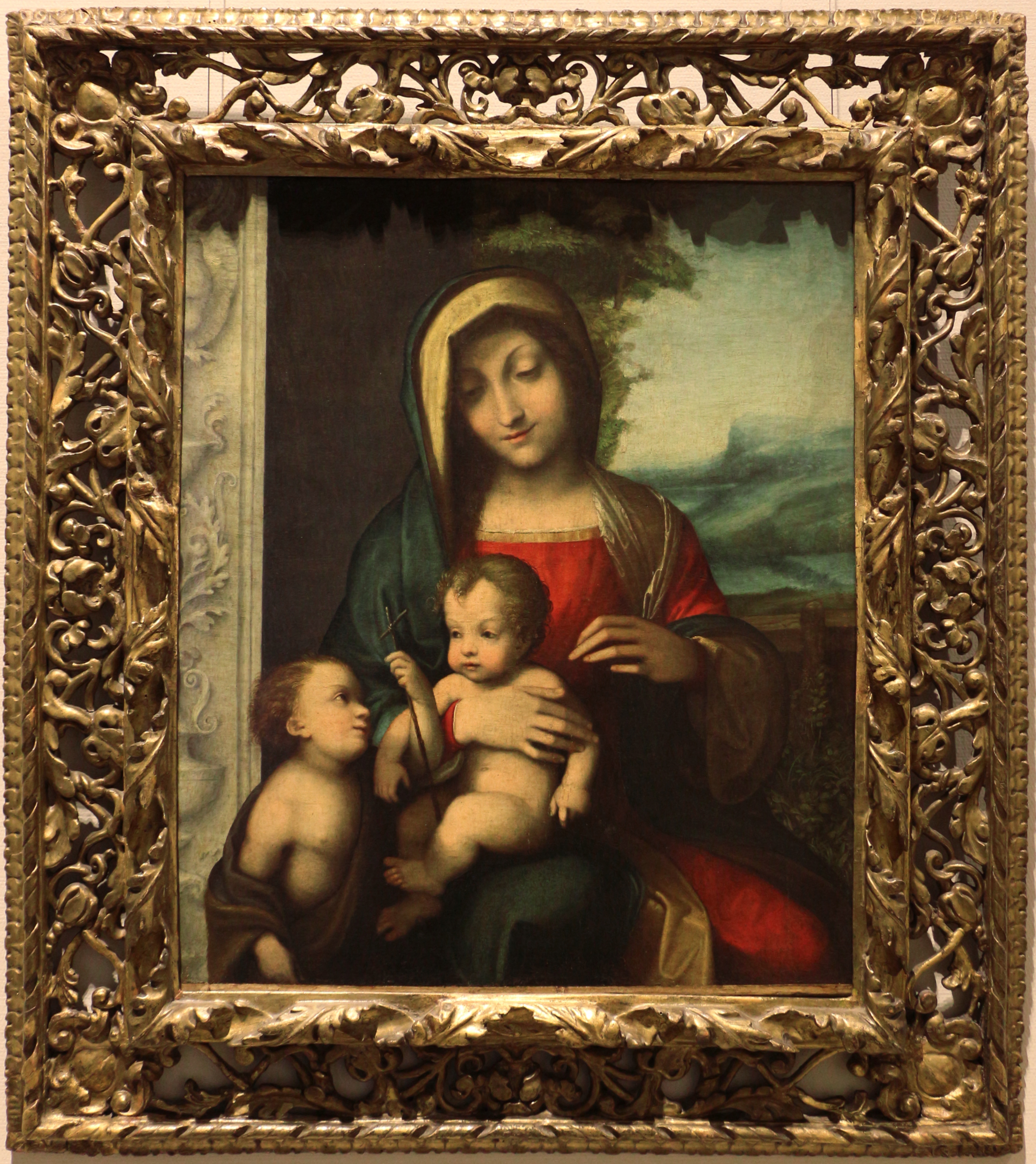
Schilderij met lijst
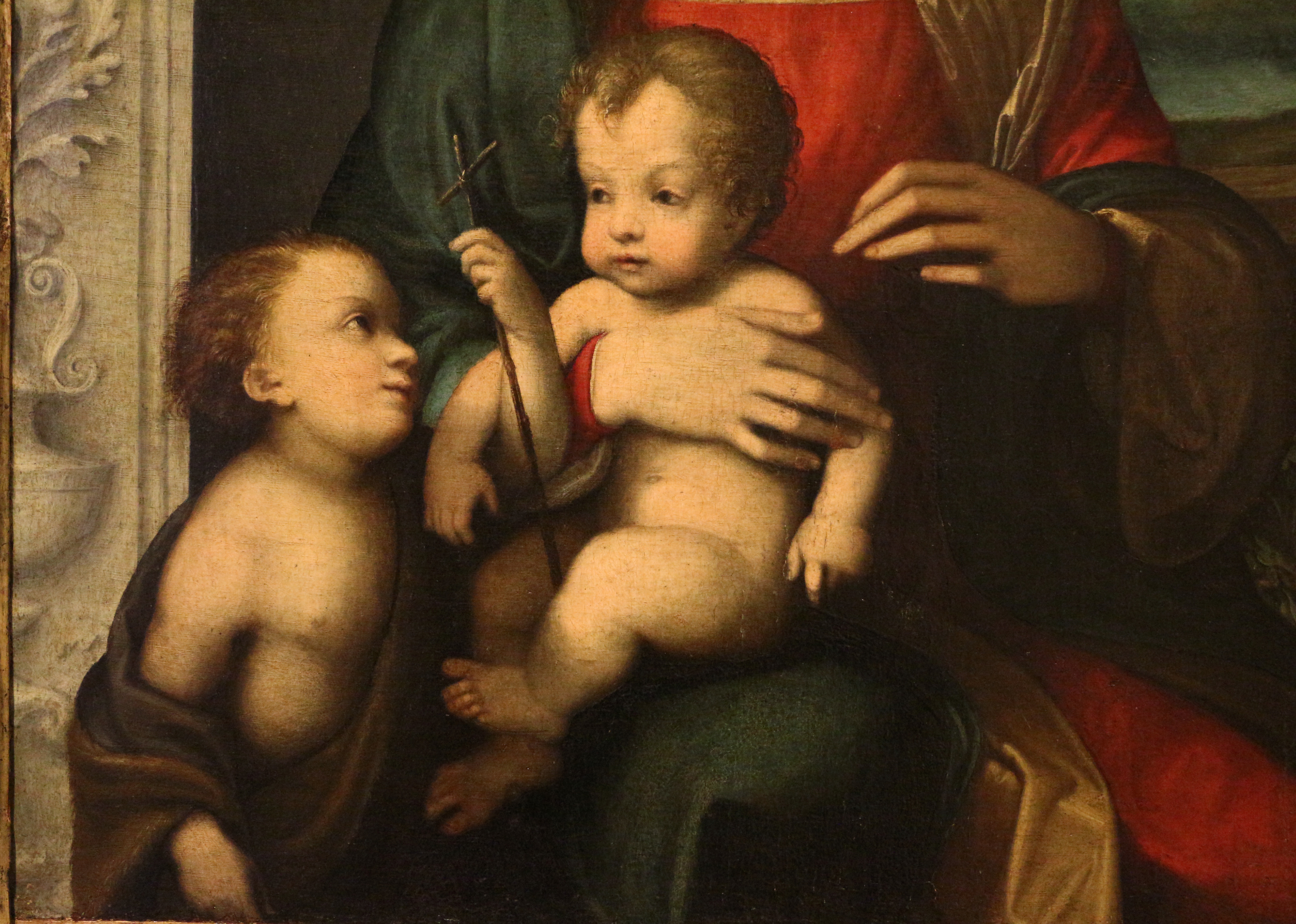
Detail
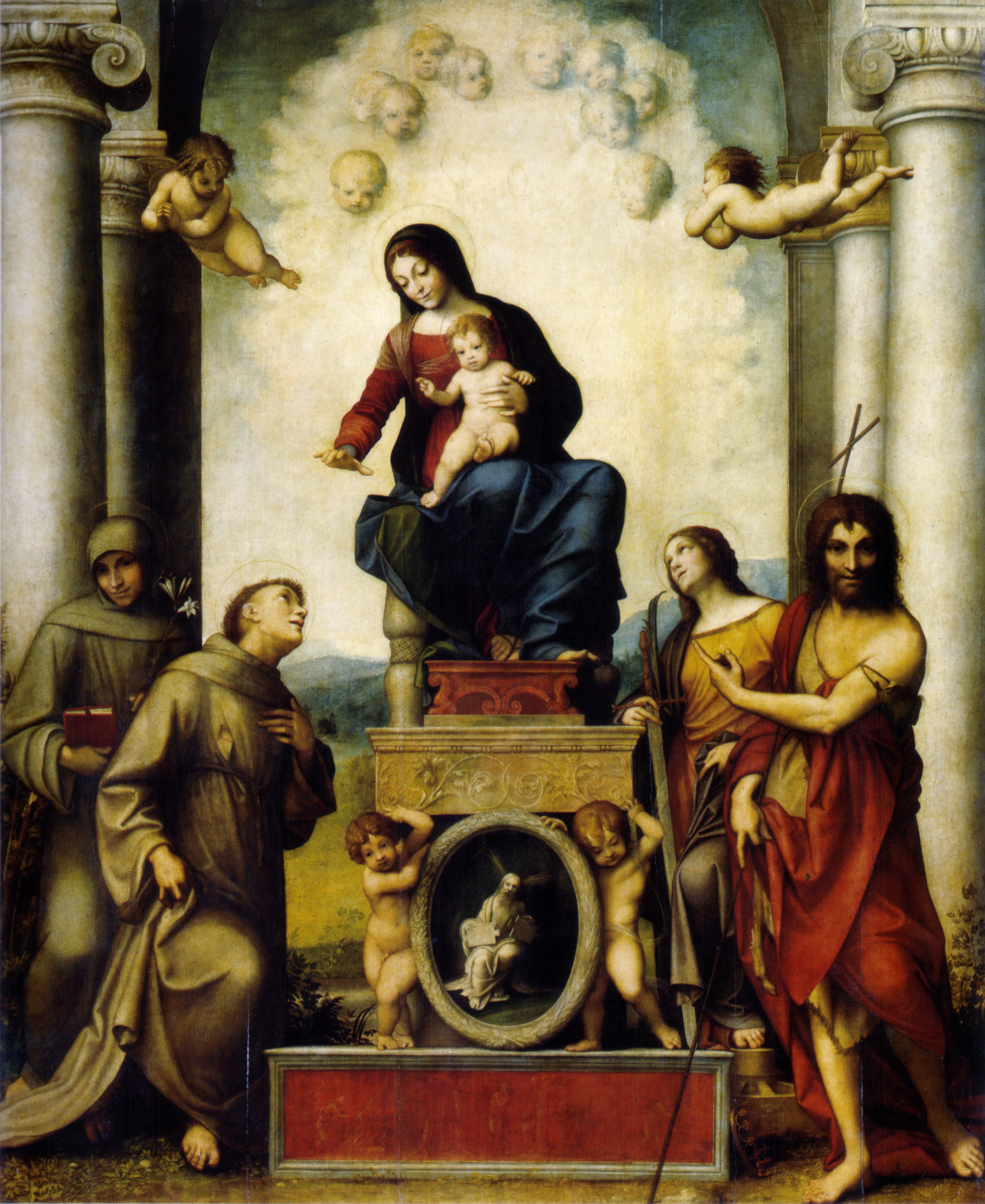
Madonna met kind en de heilige Franciscus (1514-15)